# USS Quincy (CA-39)
USS Quincy byl těžký křižník třídy New Orleans sloužící během druhé světové války v americkém námořnictvu. Konstrukce lodi byla vylepšením předchozí třídy Northampton.
Po vypuknutí druhé světové války křižník plnil zejména eskortní úkoly v oblasti Atlantiku. V polovině roku 1942 se pak přesunul do Pacifiku, aby podporoval vylodění na ostrově Guadalcanal. Quincy byl potopen dne 9. srpna 1942 v bitvě u ostrova Savo. Japonskému císařskému námořnictvu se zde podařilo spojence zcela zaskočit a v noční bitvě byly potopeny celkem čtyři spojenecké těžké křižníky (USS Astoria, Quincy, USS Vincennes a australský HMAS Canberra).